# Restless Heart
Restless Heart — девятый студийный альбом английской хард-рок-группы Whitesnake, выпущенный EMI 26 марта 1997 года в Японии и 26 мая в Европе. Он был спродюсирован вокалистом группы Дэвидом Ковердейлом и изначально задумывался как сольный альбом. Однако на Ковердейла оказали давление, чтобы он выпустил пластинку под именем «David Coverdale & Whitesnake» от EMI. Музыкально Restless Heart имеет более приглушённый звук по сравнению с двумя предыдущими альбомами Whitesnake. Это также единственный полноформатный студийный альбом Whitesnake с гитаристом Адрианом Ванденбергом, несмотря на то, что он является членом группы с 1987 года.
Альбом получил неоднозначную реакцию музыкальных критиков и достиг только 34-го места в родной для группы Великобритании. В общей сложности Restless Heart вошёл в чарты десяти стран. Поскольку Whitesnake расторгли контакт с Geffen Records в 1994 году, Restless Heart не был издан в США, будучи доступным только в качестве импорта. Тур в поддержку альбома был объявлен прощальным туром Whitesnake, хотя группа позже воссоединилась в 2003 году. Restless Heart был переиздан Rhino Entertainment в 2021 году, в нём представлены ремастированные и ремикшированные версии альбома, а также другие ранее неизданные материалы.

## Об альбоме
После завершения мирового тура Liquor & Poker в сентябре 1990 года вокалист Дэвид Ковердейл решил приостановить работу Whitesnake, желая отдохнуть от музыкальной индустрии. В конце концов он снова начал писать песни с гитаристом Whitesnake Адрианом Ванденбергом, но их сессии прервались после того, как Ванденберг якобы представил Ковердейлу песни «более подходящие для Chicago или Poison». В 1993 году Ковердейл выпустил альбом с гитаристом Led Zeppelin Джимми Пейджем. Однако сотрудничество резко оборвалось в декабре 1993 года после нескольких концертов. Затем Ковердейл связался с Ванденбергом по поводу возобновления их сессий по написанию песен. В начале 1994 года к Ковердейлу обратились с идеей возможного выступления в России. Он согласился и вскоре начал планировать полноценный европейский тур с сессионной группой. Однако EMI и Geffen Records выпустили Greatest Hits группы Whitesnake в июле 1994 года. Таким образом, EMI попросила Ковердейла вместо этого отправиться в тур в качестве Whitesnake. Хотя поначалу он неохотно согласился, чтобы Ванденберг тоже присоединился к нему. После окончания тура в том же году лейбл Geffen Records отказался от Whitesnake, оставив группу без контракта на запись в Северной Америке. Стремясь утвердиться в качестве сольного исполнителя вне Whitesnake, Ковердейл возобновил свои записи с Ванденбергом над тем, что должно было стать сольным альбомом Дэвида Ковердейла.
Сессии записи альбома начались в 1995 году в Рино, штат Невада, где в то время жил Ковердейл. В студии к Ковердейлу и Ванденбергу присоединились басист Гай Пратт, клавишник Бретт Таггл и барабанщик Денни Кармасси. Все трое были участниками тура Coverdale-Page. Кармасси также играл в Whitesnake в туре «Greatest Hits». Ковердейл сам продюсировал альбом, а Бьорн Торсруд выступил в качестве звукоинженера. Затем альбом был сведен Майком Шипли, мастеринг осуществил Эдди Шрайер. Restless Heart стал первым альбомом Whitesnake, где Адриан Ванденберг в качестве основного гитариста, несмотря на то, что он был членом группы с 1987 года. Хотя он минимально фигурирует в 1989 году, большинство гитарных партий были записаны Стивом Ваем .

## Музыка и слова
Звук Restless Heart был охарактеризован музыкальными критиками как более мягкий и более подверженный влиянию блюза, чем два предыдущих студийных альбома Whitesnake. Музыкальный журналист и писатель Мартин Попофф охарактеризовал пластинку как «по-разному поповую, блюзовую, корневую, но все ещё часто тяжело-роковую» (variously poppy, bluesy, rootsy, but still often heavy rockin’). Андреас Шёве из Metal Hammer также отметил влияние соула на некоторые треки. Ряд неиспользованных идей Ковердейла для второго альбома на странице Ковердейла были повторно использованы для Беспокойного сердца, а именно на песнях «Woman Trouble Blues» и «Take Me Back Again». «Too Many Tears» изначально было задумано во время первых сессий Ковердейла и Ванденберга перед проектом Coverdale-Page. Первоначальная версия была описана Ковердейлом как «старая соул-мелодия Stax», но позже песня была переработана в блюзовый номер. В лирическом плане заглавный трек альбома исследует образ мыслей Ковердейла во время «Slip of the Tongue» и сопровождающего его тура, когда он устал «пытаться оправдать ожидания всех остальных». «Crying» вызвал сравнения с Led Zeppelin у нескольких музыкальных критиков.

## Выпуск и продвижение
Когда запись была закончена, новые руководители EMI прилетели в Рино для прослушивания. Впоследствии они сообщили Ковердейлу, что хотят, чтобы альбом был выпущен под именем Whitesnake. Ковердейл возразил, чувствуя, что пластинка стилистически слишком отличается от группы. Однако в контракте Ковердейла с EMI он упоминался как «Дэвид Ковердейл, известный как артист Whitesnake», поэтому по контракту он был обязан подчиниться. Именно по предложению Денни Кармасси Ковердейл решил пойти на компромисс и согласился выпустить альбом под псевдонимом «David Coverdale & Whitesnake». В результате гитары и барабаны в альбоме были усилены в миксе, чтобы приблизить альбом к звучанию Whitesnake. Позже Ковердейл выразил разочарование этим решением.
Restless Heart было выпущено 26 марта 1997 года в Японии и 26 мая в Европе. Он достиг 34-го места в британском чарте альбомов и провел в нем в общей сложности три недели. В целом альбом попал в чарты десяти стран. Его самая высокая позиция в чарте была в Швеции, где он достиг пятого места. Альбом также вошел в десятку лучших в Финляндии и Японии. Поскольку Geffen Records расторгли контракт с Whitesnake в 1994 году, «Restless Heart» не был выпущен в Северной Америке, будучи доступным только в качестве импорта. «Too Many Tears» и «Don’t Fade Away» были выпущены в качестве синглов из альбома, причем первый достиг 46-го места в чарте синглов Великобритании.. Для обоих треков были сняты музыкальные клипы, режиссер — Рассел Янг. В видео для «Too Many Tears» также был показан будущий участник Whitesnake Марко Мендоса на басу.
Тур в поддержку «Restless Heart» был объявлен прощальным туром Whitesnake, поскольку Ковердейл хотел исследовать другие формы музыки за пределами хард-рока. Для тура Пратт и Таггл были заменены Тони Франклином и Дереком Хилландом соответственно, в то время как Стив Фаррис был нанят в качестве второго гитариста. Во время рекламной поездки в Японию в июле 1997 года компания Toshiba EMI попросила Ковердейла и Ванденберга исполнить акустический сет. Это выступление позже было выпущено под названием Starkers in Tokyo. Мировое турне «Беспокойное сердце» началось в сентябре 1997 года и закончилось в декабре того же года в Южной Америке.
«Restless Heart» был переиздан Rhino Entertainment 29 октября 2021 года в виде многодискового бокс-сета, включающего ремастированные и ремикшированные версии альбома, а также ранее не издававшиеся демо-версии и ауттейки. Коллекция также включает музыкальные клипы и интервью о создании альбома. Нынешний гитарист Whitesnake Джоэл Хукстра и бывший клавишник Dream Theater Дерек Шериниан записали дополнительные партии для ремикшированной версии пластинки. Дополнительные ударные и бэк-вокал были предоставлены Критофером Кольером, который также сделал ремикс на альбом. Некоторые из песен с ремиксами ранее были включены в серию сборников под общим названием трилогия «Red, White and Blues», которые были выпущены в период с 2020 по 2021 год.

## Список композиций
Все песни написаны Дэвидом Ковердэйлом и Адрианом Ванденбергом, кроме отмеченных
| №                   | Название                                | Автор(ы)                          | Длительность |
| ------------------- | --------------------------------------- | --------------------------------- | ------------ |
| 1.                  | «Don't Fade Away»                       |                                   | 5:02         |
| 2.                  | «All in the Name of Love»               |                                   | 4:42         |
| 3.                  | «Restless Heart»                        |                                   | 4:50         |
| 4.                  | «Too Many Tears»                        |                                   | 5:44         |
| 5.                  | «Crying»                                |                                   | 5:34         |
| 6.                  | «Stay with Me» (Lorraine Ellison cover) | Джерри Раговой, Джордж Дэвид Вайс | 4:09         |
| 7.                  | «Can't Go On»                           |                                   | 4:27         |
| 8.                  | «You're So Fine»                        |                                   | 4:34         |
| 9.                  | «Your Precious Love»                    |                                   | 4:48         |
| 10.                 | «Take Me Back Again»                    |                                   | 6:02         |
| 11.                 | «Woman Trouble Blues»                   |                                   | 5:35         |
| Общая длительность: | Общая длительность:                     | Общая длительность:               | 55:51        |

| №                   | Название            | Автор(ы)                              | Длительность |
| ------------------- | ------------------- | ------------------------------------- | ------------ |
| 12.                 | «Anything You Want» |                                       | 4:11         |
| 13.                 | «Can't Stop Now»    |                                       | 3:27         |
| 14.                 | «Oi» (instrumental) | Денни Кармасси, Ковердейл, Ванденберг | 3:47         |
| Общая длительность: | Общая длительность: | Общая длительность:                   | 67:16        |

| №                   | Название                                               | Автор(ы)                        | Длительность |
| ------------------- | ------------------------------------------------------ | ------------------------------- | ------------ |
| 1.                  | «Restless Heart»                                       |                                 | 4:53         |
| 2.                  | «You're So Fine»                                       |                                 | 5:11         |
| 3.                  | «Can't Go On»                                          |                                 | 4:28         |
| 4.                  | «Crying»                                               |                                 | 5:38         |
| 5.                  | «Take Me Back Again»                                   |                                 | 6:24         |
| 6.                  | «Anything You Want»                                    |                                 | 4:12         |
| 7.                  | «Too Many Tears»                                       |                                 | 5:44         |
| 8.                  | «All in the Name of Love»                              |                                 | 5:14         |
| 9.                  | «Your Precious Love»                                   |                                 | 4:32         |
| 10.                 | «Can't Stop Now»                                       |                                 | 3:26         |
| 11.                 | «Woman Trouble Blues»                                  |                                 | 5:42         |
| 12.                 | «Stay with Me» (Lorraine Ellison cover)                | Ragovoy, Weiss                  | 4:07         |
| 13.                 | «Oi (Theme for an Imaginary Drum Solo)» (instrumental) | Carmassi, Coverdale, Vandenberg | 3:44         |
| 14.                 | «Don't Fade Away»                                      |                                 | 4:58         |
| 15.                 | «Can't Stop Now» (Unzipped)                            |                                 | 3:47         |
| Общая длительность: | Общая длительность:                                    | Общая длительность:             | 72:00        |

| №                   | Название                                                                       | Автор(ы)            | Длительность |
| ------------------- | ------------------------------------------------------------------------------ | ------------------- | ------------ |
| 1.                  | «Don't Fade Away»                                                              |                     | 5:02         |
| 2.                  | «All in the Name of Love»                                                      |                     | 4:42         |
| 3.                  | «Restless Heart»                                                               |                     | 4:50         |
| 4.                  | «Too Many Tears»                                                               |                     | 5:44         |
| 5.                  | «Crying»                                                                       |                     | 5:34         |
| 6.                  | «Stay with Me» (Lorraine Ellison cover)                                        | Ragovoy, Weiss      | 4:09         |
| 7.                  | «Can't Go On»                                                                  |                     | 4:27         |
| 8.                  | «You're So Fine»                                                               |                     | 4:34         |
| 9.                  | «Your Precious Love»                                                           |                     | 4:48         |
| 10.                 | «Take Me Back Again»                                                           |                     | 6:02         |
| 11.                 | «Woman Trouble Blues»                                                          |                     | 5:35         |
| 12.                 | «Anything You Want»                                                            |                     | 4:11         |
| 13.                 | «Can't Stop Now»                                                               |                     | 3:27         |
| 14.                 | «Too Many Tears '95 (Live & Drunk in the Studio featuring the Horny B'stards)» |                     | 4:56         |
| Общая длительность: | Общая длительность:                                                            | Общая длительность: | 68:25        |

| №                   | Название                                | Автор(ы)                        | Длительность |
| ------------------- | --------------------------------------- | ------------------------------- | ------------ |
| 1.                  | «Restless Heart»                        |                                 | 5:19         |
| 2.                  | «You're So Fine»                        |                                 | 4:20         |
| 3.                  | «Can't Go On»                           |                                 | 4:28         |
| 4.                  | «Crying»                                |                                 | 6:30         |
| 5.                  | «Take Me Back Again»                    |                                 | 6:38         |
| 6.                  | «Anything You Want»                     |                                 | 4:15         |
| 7.                  | «Too Many Tears»                        |                                 | 4:51         |
| 8.                  | «All in the Name of Love»               |                                 | 5:48         |
| 9.                  | «Your Precious Love (Soul Version)»     |                                 | 1:01         |
| 10.                 | «Your Precious Love»                    |                                 | 4:36         |
| 11.                 | «Can't Stop Now» (instrumental)         |                                 | 3:32         |
| 12.                 | «Woman Trouble Blues»                   |                                 | 5:31         |
| 13.                 | «Stay with Me» (Lorraine Ellison cover) | Ragovoy, Weiss                  | 4:08         |
| 14.                 | «Oi» (instrumental)                     | Carmassi, Coverdale, Vandenberg | 3:51         |
| 15.                 | «Don't Fade Away»                       |                                 | 4:37         |
| 16.                 | «Snakes Down South» (unreleased demo)   |                                 | 3:14         |
| Общая длительность: | Общая длительность:                     | Общая длительность:             | 70:39        |

| №                   | Название                                    | Автор(ы)                        | Длительность |
| ------------------- | ------------------------------------------- | ------------------------------- | ------------ |
| 1.                  | «Restless Heart»                            |                                 | 5:46         |
| 2.                  | «You're So Fine»                            |                                 | 4:20         |
| 3.                  | «Can't Go On»                               |                                 | 5:04         |
| 4.                  | «Crying»                                    |                                 | 8:08         |
| 5.                  | «Take Me Back Again»                        |                                 | 6:35         |
| 6.                  | «Anything You Want (Red Light Green Light)» |                                 | 6:22         |
| 7.                  | «Too Many Tears»                            |                                 | 6:07         |
| 8.                  | «All in the Name of Love»                   |                                 | 5:35         |
| 9.                  | «Your Precious Love»                        |                                 | 5:12         |
| 10.                 | «Can't Stop Now»                            |                                 | 4:56         |
| 11.                 | «Woman Trouble Blues»                       |                                 | 6:32         |
| 12.                 | «Stay with Me» (Lorraine Ellison cover)     | Ragovoy, Weiss                  | 4:04         |
| 13.                 | «Oi» (instrumental)                         | Carmassi, Coverdale, Vandenberg | 3:55         |
| 14.                 | «Don't Fade Away»                           |                                 | 5:44         |
| Общая длительность: | Общая длительность:                         | Общая длительность:             | 78:20        |

| №   | Название                              | Длительность |
| --- | ------------------------------------- | ------------ |
| 1.  | «All in the Name of Love» (fan video) |              |
| 2.  | «Anything You Want» (fan video)       |              |
| 3.  | «You're So Fine» (music video)        |              |
| 4.  | «Restless Heart» (music video)        |              |
| 5.  | «Too Many Tears» (music video)        |              |
| 6.  | «Don't Fade Away» (music video)       |              |
| 7.  | «Can't Go On» (acoustic slideshow)    |              |
| 8.  | «Restless Heart» (lyric video)        |              |
| 9.  | «Too Many Tears» (Starkers in Tokyo)  |              |
| 10. | «Can't Go On» (Starkers in Tokyo)     |              |
| 11. | «Don't Fade Away» (Starkers in Tokyo) |              |
| 12. | «The Making of Restless Heart»        |              |

## Участники записи
Взято из примечаний к обложке альбома.
- Дэвид Ковердэйл — вокал
- Адриан Ванденберг — гитара
- Бретт Таггл — клавишные, бэк-вокал
- Гай Пратт — бас-гитара
- Дэнни Кармасси — ударные, перкуссия

приглашённые музыканты
- Томми Фандербёрк — бэк-вокал
- Бет Андерсон — бэк-вокал
- Максин Уотерс — бэк-вокал
- Элк Тандер — губная гармоника
- Крис Уайтмайер — перкуссия
- Джоэл Хоэкстра — гитара (2021 remix)
- Дерек Шериниан — клавишные (2021 remix)
- Критофер Кольер — перкуссия, бэк-вокал (2021 remix)

технический персонал
- Дэвид Ковердейл — производство
- Бьорн Торсруд — инженер
- Майк Шипли — микширование
- Эдди Шрайер — мастеринг
- Крис Уайтмайер — гитарный техник
- Гэри Кларк — техник по барабанам
- Майкл Бернард — техник по клавиатуре

менеджмент
- Говард Кауфман — менеджмент
- Клайв Блэк — координация A&R
- Нина Аврамидес — координация производства альбома
- Майкл Макинтайр — координация производства альбома

дизайн
- Хью Сайм — художественное направление, дизайн эмблемы, разработка концепции обложки
- Дэвид Ковердейл — разработка концепции обложки
- Димо Сафари — разработка концепции обложки
- Мик Макгинти — иллюстрация
- Пикок — обложка для Великобритании
- Рассел Янг — фотография на обложке
- Маса Ито — примечания к вкладышу (только японская версия)
- Ко Сакаи — примечания к вкладышу (только японская версия)
- Джинджер Кунита — примечания к вкладышу (только японская версия)

переиздание
- Дэвид Ковердейл — исполнительный продюсер
- Майкл Макинтайр — продюсер
- Том Гордон — продюсер, координация проекта, восстановление звука
- Хью Гилмор — A&R, дизайн, примечания к вкладышу
- Иеремия Люк Винн — инженер
- Джош Бернард — инженер
- Кристофер Кольер — ремиксинг
- Скотт Халл — ремастеринг
- Тайлер Боурнс — создание DVD; режиссёр («The Making of Restless Heart»)
- Рэй Шульман — создание DVD
- Люба Шапиро Руис — менеджер по продуктам
- Йорг Планер — дополнительные памятные вещи

## Чарты
| Год  | Чарт                     | Место |
| ---- | ------------------------ | ----- |
| 1997 | Austrian Top 40 Albums   | 45    |
| 1997 | Dutch MegaCharts         | 65    |
| 1997 | Finnish Albums Chart     | 7     |
| 1997 | German Albums Chart      | 26    |
| 1997 | Japanese Oricon LP Chart | 10    |
| 1997 | Norwegian Albums Chart   | 35    |
| 1997 | Scottish Albums Chart    | 30    |
| 1997 | Swedish Albums Chart     | 5     |
| 1997 | Swiss Albums Top 100     | 23    |
| 1997 | UK Albums Chart          | 34    |

| Год  | Сингл            | Чарт             | Место |
| ---- | ---------------- | ---------------- | ----- |
| 1997 | «Too Many Tears» | UK Singles Chart | 46    |